# Trebeurdenita
La trebeurdenita és un mineral de la classe dels òxids, que pertany al grup de la fougerita. Va ser anomenat així pel poble de Trebeurden, prop dels aiguamolls on va ser trobat el mineral tipus. Inicialment va ser descrit com a fougerita, en ser trobat en un intercreixement amb dues fases amb diferents ràtios Fe2+:Fe3+. La fase amb una Fe2+:Fe3+ = 2:1 s'anomena fougerita, mentre que la fase amb ràtio Fe2+:Fe3+ = 1:2 va ser anomenada com a nova espècia: trébeurdenita; les dues fases pertanyen al mateix grup mineral.

## Característiques
La trebeurdenita és un element químic de fórmula química Fe₂2+Fe₄3+O₂(OH)10CO₃·3H₂O. Cristal·litza en el sistema trigonal.
Segons la classificació de Nickel-Strunz, la trebeurdenita pertany a «04.FL: Hidròxids (sense V o U), amb H2O+-(OH); làmines d'octaedres que comparetixen angles» juntament amb els següents minerals: woodallita, iowaïta, jamborita, meixnerita, fougerita, hidrocalumita, kuzelita, aurorita, calcofanita, ernienickelita, jianshuiïta, woodruffita, asbolana, buserita, rancieïta, takanelita, birnessita, cianciul·liïta, jensenita, leisingita, akdalaïta, cafetita, mourita i deloryita.

## Formació i jaciments
S'ha descrit només al nord de França.